# جيمس فانتشوني
جيمس فانتشوني (بالفرنسية: James Fanchone)‏ (مواليد 21 فبراير 1980 في لو مان - فرنسا) لاعب كرة قدم فرنسي يلعب حاليا لصالح نادي الدرجة الأولى لوريان الفرنسي منذ 2009 في مركز الوسط المحوري . .

## روابط خارجية
- جيمس فانتشوني على موقع رابطة كرة القدم الفرنسية للمحترفين (الإنجليزية)
- جيمس فانتشوني على موقع قاعدة بيانات كرة القدم.إي يو (الإنجليزية)
- جيمس فانتشوني على موقع ليكيب (الفرنسية)
- جيمس فانتشوني على موقع Soccerway.com (الإنجليزية)
- جيمس فانتشوني على موقع كووورة